# Ludovico Carracci

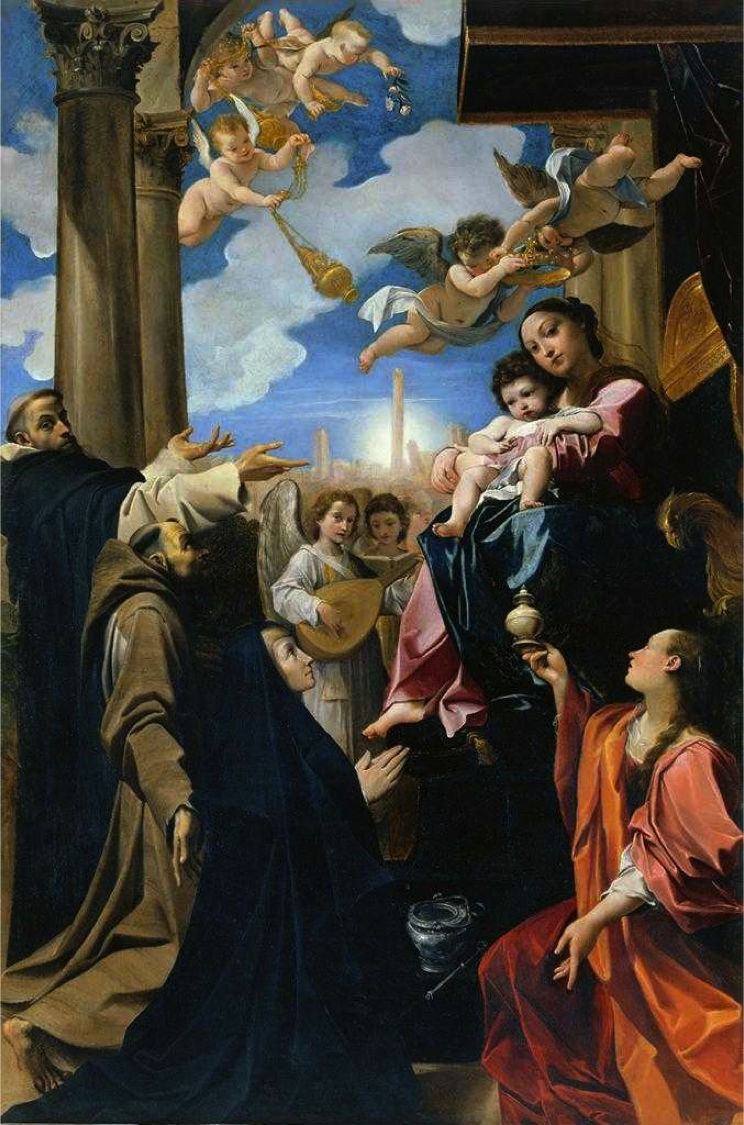
Madonna Bargellini 1588. Pinacoteca Nazionale de Bolonia

Ludovico Caracci (Bolonia, bautizado el 21 de abril de 1555-13 de noviembre de 1619) fue un pintor y grabador italiano. Fue primo de los hermanos Agostino Carracci y Annibale Carracci, y el mayor del grupo.

## Biografía
Se formó junto a Prospero Fontana, viajando por Florencia, Parma, Mantua y Venecia y posiblemente con Camillo Procaccini entre 1570 y 1580. En sus primeras obras recibió la influencia de Federico Barocci. En 1584 colaboró junto a sus primos en la decoración del Palacio Fava.
El estilo de Ludovico es menos clásico que el de sus primos más jóvenes, Agostino y Annibale. Como ellos, profundizó en el estudio directo de la naturaleza, especialmente a través de sus dibujos. Se inspiró fuertemente en la obra de Correggio y de la Escuela veneciana. Sin embargo, resta en su obra un residuo del estilo manierista que dominó la Escuela Boloñesa durante el siglo XVI. Ludovico mantuvo un equilibrio entre su formación manierista, su innata piedad y el naturalismo del trabajo de sus primos. Su pintura religiosa tiende al estímulo emocional. 
Con la excepción de algunos viajes durante su aprendizaje y una breve visita a Roma en 1602, la carrera de Ludovico se desarrolló enteramente en Bolonia, donde en 1578 fue aceptado en la compañía de pintores y firmó la primera de sus obras datadas (1588), la Madonna Bargellini de la Pinacoteca nazionale. Al alborear el siglo XVII, perdió contacto con las novedades que otros pintores boloñeses incorporaron a su estilo.
Su presencia en museos españoles no es muy amplia, si bien hay que destacar una pintura de gran formato, La Presentación del Niño  en el Templo, en el Museo Nacional de Arte de Cataluña (MNAC) de Barcelona (depósito del Museo Thyssen-Bornemisza de Madrid), y El jubileo de la Porciúncula (Museo del Prado), restaurado en 2013 y considerado ahora uno de sus mejores trabajos. Otros ejemplos en el Museo del Prado son atribuciones dudosas como La Oración en el Huerto y San Francisco y dos ángeles, y en el Museo Cerralbo unos Ángeles cantores.